# Миндельхайм
Миндельха́йм (нем. Mindelheim) — город в Германии, районный центр, расположен в земле Бавария. 
Подчинён административному округу Швабия. Входит в состав района Нижний Алльгой.  Население составляет 14 111 человек (на 31 декабря 2010 года). Занимает площадь 56,44 км². Официальный код  —  09 7 78 173.
Город подразделяется на 7 городских районов.

## Ссылки

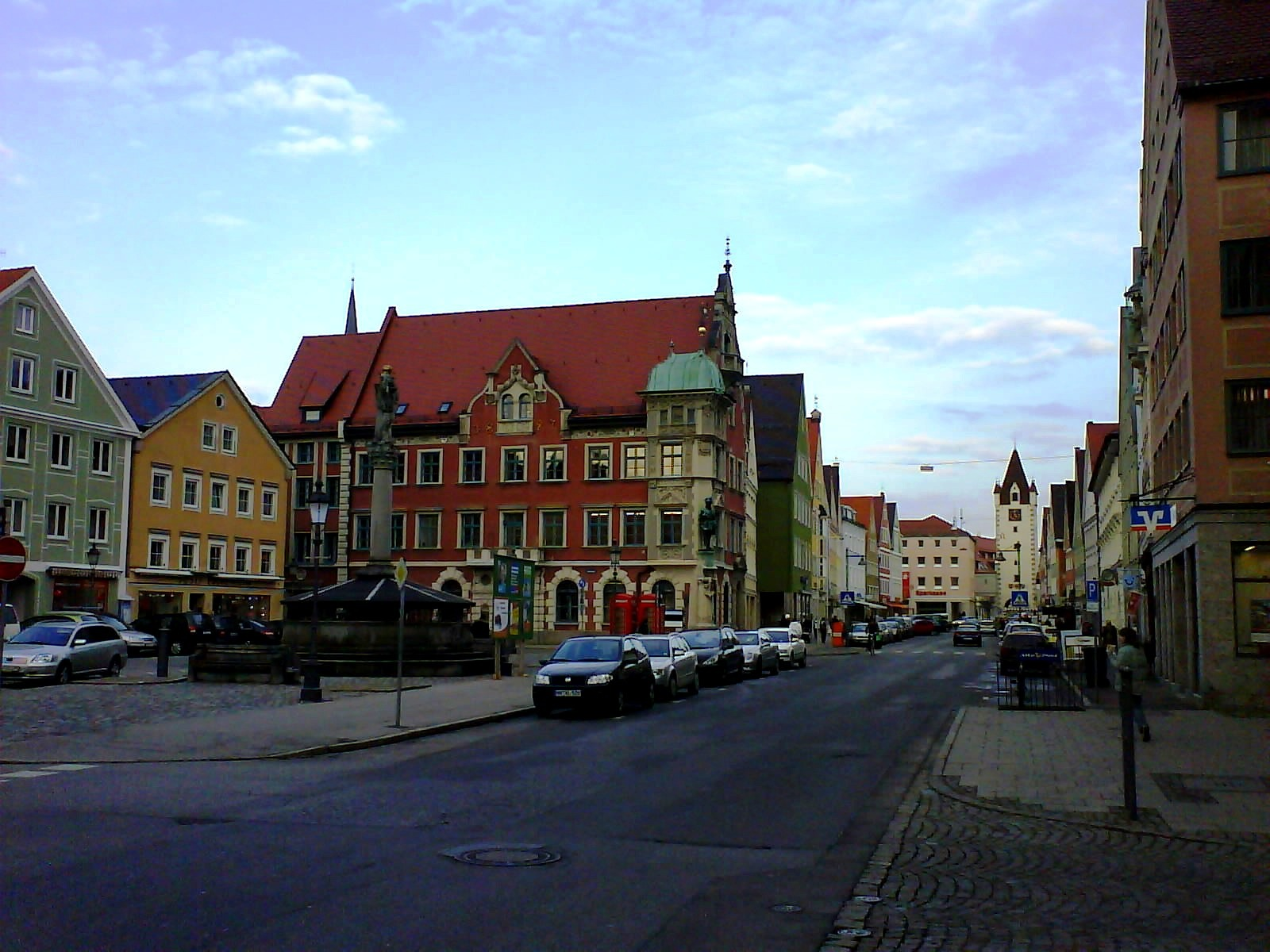
Центр города

## Города-побратимы
- Вербания, Италия[2]